# Franc á pied
Franc à pied è una moneta medievale francese.
In seguito al successo ottenuto dal primo franco d'oro, il franc à cheval, battuto sotto il durante il regno di re Giovanni II, suo figlio e successore Carlo V coniò anche lui un franco oro.
La moneta fu emessa il 22 aprile 1365 con un peso di 3,82 di oro fino pari a 64 pezzi al marco, quindi leggermente più leggero di quello di Giovanni che pesava 3,88 grammi (63 pezzi al marco).
Il franc à pied ed il franc à cheval furono ampiamente imitati dai principi vicini come ad esempio quelli delle Fiandre.

## Descrizione
- Dritto: Carlo V il saggio (1364-1380) coronato con spada e "mano della giustizia", debout sous un dais gothique. Intorno la legenda: KAROLVS° DI - °GRACIA° - FRAnCORV° REX (Carlo, per grazia di Dio, re dei Franchi).
- Rovescio: croce ornata da un quadrilobo al centro ed inserita in una cornice quadrilobata ornata di palmette e cantonata da gigli e corone. Intorno: + XP'C* VInCIT* XP'C* REGNAT* XP'C* INPERAT (Cristo vince, Cristo regna, Cristo comanda).